# Frank-Starling-Mechanismus
Der Frank-Starling-Mechanismus (FSM) beschreibt einen autonomen Regelkreis im Herzen, nämlich den Zusammenhang zwischen Füllung und Auswurfleistung: Je größer das Volumen des während der Diastole einströmenden Blutes ist, desto größer ist auch das bei der folgenden Systole ausgeworfene Blutvolumen. „Das Herz pumpt, was es bekommt“, mit anderen Worten: Ist der venöse Rückstrom vermindert, ist auch das Schlagvolumen vermindert. Er wurde von den Physiologen Otto Frank und Ernest Starling am isolierten Herzen und später am Herz-Lungen-Präparat beschrieben. Ebenfalls beteiligt war der deutsche Internist und Physiologe Hermann Straub. Man spricht daher manchmal auch vom Frank-Straub-Starling-Mechanismus.

## Funktionsweise
Bei einer zunehmenden Füllung der Herzvorhöfe (Vorlast) kommt es auch zu einer Zunahme der Füllung der Herzkammern und damit bei gleichbleibender Herzfrequenz zu einer Zunahme des Schlagvolumens. 
Bei einer Erhöhung des Widerstands des Blutabflusses (Nachlast), pumpt das Herz dagegen mit einem höheren Druck und kann so bei gleicher Herzfrequenz die gleiche Blutmenge wie zuvor befördern. Diese Anpassung erfolgt in Stufen, indem zunächst am Ende der Kontraktionsphase (Systole) durch die höhere Nachlast mehr Blut in der Herzkammer verbleibt. Dieser Rückstau führt zu einer stärkeren Füllung in der Erschlaffungsphase (Diastole). 
Die Kraft der Herzmuskelzellen hängt von der Vorlast ab, also von ihrer Vorspannung vor Beginn der Kontraktion. In bestimmten Grenzen ist sie umso höher, je mehr die Sarkomere der Muskelzellen gedehnt sind. Durch die enddiastolische Erhöhung des Volumens kommt es zur optimalen Überlappung der Aktin- und Myosinfilamente (von ursprünglich 1,9 µm Sarkomer-Länge auf etwa 2,2 µm Sarkomerlänge). Diese optimale Überlappung bewirkt eine Maximalkraft bei etwa 2,2 µm (manche Bücher sprechen auch von 2,6 µm). Diese Länge wird bei Gesunden normalerweise nicht überschritten. Wird sie doch überschritten, nimmt die Maximalkraft wieder ab, da die kontraktilen Elemente sich teilweise nicht mehr überlappen.
Bei optimalem Überlappungsbereich wird in den Myofibrillen eine Calcium-Sensitivierung bewirkt. Der kontraktile Apparat wird empfindlicher gegenüber Calcium. Damit reicht schon der übliche Calcium-Einstrom bei Ausbildung eines Aktionspotentials, um eine stärkere Reaktion der Myofibrillen zu bewirken.
Das einströmende Blutvolumen schwankt mit der körperlichen Tätigkeit, mit der Körperlage (Orthostase-Reaktion) und bei Rhythmusstörungen sogar von Schlag zu Schlag. Der Frank-Starling-Mechanismus stellt dabei die angemessene Herzfunktion und die gegenseitige Anpassung der Auswurfsvolumina des rechten und linken Herzens sicher. Dies wird vor allem bei Volumenverschiebungen innerhalb des Körpers wichtig, zum Beispiel beim Übergang vom Stehen zum Liegen sowie bei Flüssigkeitstransfusionen (intravenöse Infusionen), in der Schwerelosigkeit bzw. in der Post-Operations-Phase nach Herztransplantationen, da das neue Herz ja komplett denerviert ist und somit auf den Mechanismus angewiesen ist. 
Der Frank-Starling-Mechanismus dient der automatischen Anpassung der Kammertätigkeit an kurzfristige Druck- und Volumenschwankungen (Änderung der Vor- und/oder Nachlast) mit dem Ziel, dass beide Kammern stets das gleiche Schlagvolumen pumpen. Würde beispielsweise das rechte Herz pro Schlag nur 1 ml Blut mehr pumpen, so entspräche die Differenz nach einer Minute bereits ca. 60 ml und würde innerhalb kürzester Zeit zum Lungenödem führen.